# Progradació

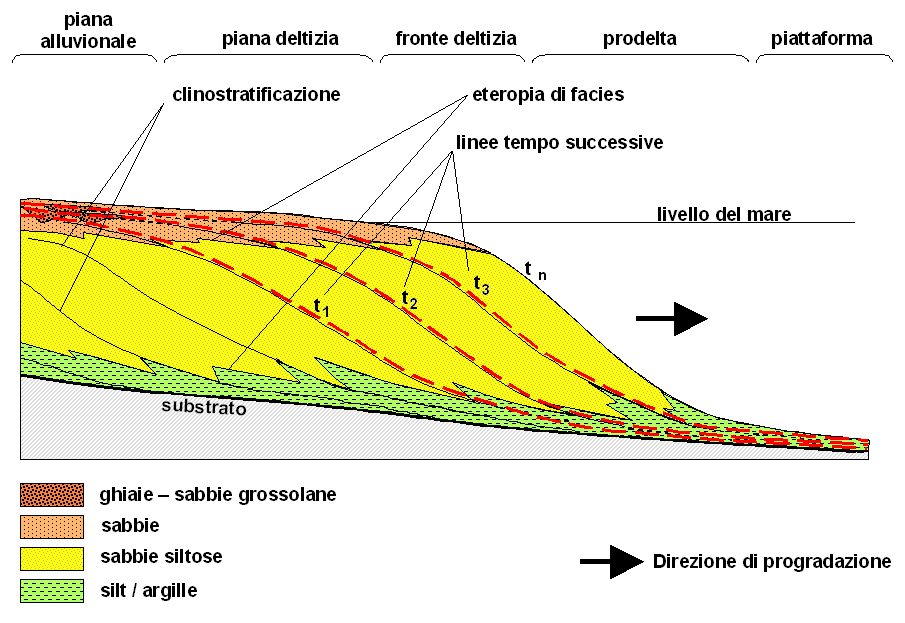
Secció longitudinal d'un delta, format per cossos clinoforms juxtaposats i inclinats cap al mar.

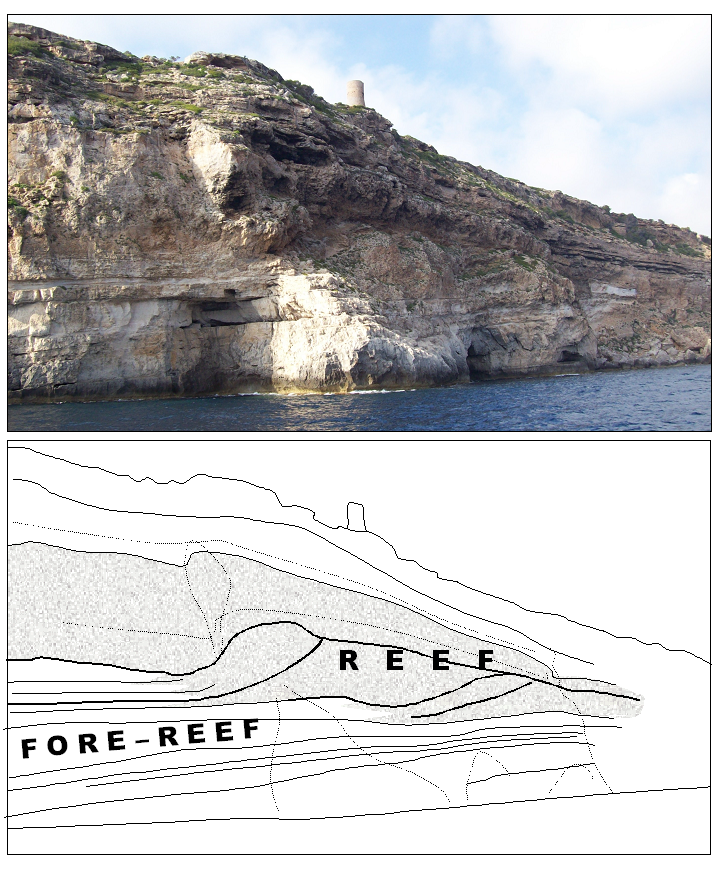
Marge d'una plataforma carbonatada (composta de cossos clinoforms amb l'estructura interna massiva) progradant sobre els sediments de l'escull frontal (fore-reef) en capes. Els cossos clinoforms bioconstruits (reef) consisteixen en colònies de corals formadors d'esculls. Mallorca, Illes Balears

La progradació és una manera de deposició dels sediments, que es realitza quan en temps successius s'asseuen a part superposada cossos sedimentaris a més i més distància de la posició pel que fa a la font dels mateixos sediments.

## Tipologia
Es poden trobar exemples de progradació en diferents tipus d'ambients sedimentaris:
- l'exemple més típic de progradació és el que formen els sediments deltaics (tant marins com lacustres), que a partir de la desembocadura d'un riu tendeixen a «avançar» per sobre dels sediments de la conca receptora;
- en un entorn costaner, quan els sediments de les platges tendeixen a moure's cap al mar per sobre dels sediments més fins de la plataforma continental;
- en un entorn d'al·luvial, quan per exemple un con tendeix a moure's cap endavant sobre els sediments de la plana al·luvial, en general, més fins;
- en un ambient d'aigües profundes, quan els sediments de turbidites tendeixen a avançar sobre els sediments de la plana abissal;
- en un entorn de la plataforma carbonatada i penya-segat biocostruit, quan la proliferació d'organismes constructors és tal que exporten material carbonat cap a l'exterior de la mateixa plataforma, provocant l'avançs de la bioconstrucció cap a la conca.

La conseqüència comuna de gairebé tots aquests processos és que els sediments depositats en condicions d'elevada energia recobreixen els sediments indicatius de baixa energia del medi. Així, en una secció estratigràfica vertical, en la base es troben els sediments fins i per sobre els sediments gruixuts.
La transició entre els dos tipus de sediment pot ser més o menys gradual o brusc també en funció del tipus de medi ambient i de les condicions locals. En molts casos (sediments deltaics i costaneres, i els sediments de la plataforma de carbonat), aquesta tendència també expressa la transició de les condicions de la mar relativament profunda (per sota de la zona afectada per l'acció de les ones i corrents) en condicions del fons de la mar (dins el gruix d'aigua afectada per ones i corrents).
El contrari de la progradació en tots els seus aspectes es diu retrogradació; en aquest cas, els sediments d'alta energia estan coberts per altres sediments de baixa energia, més fi.